# Ореджеріто жовтодзьобий

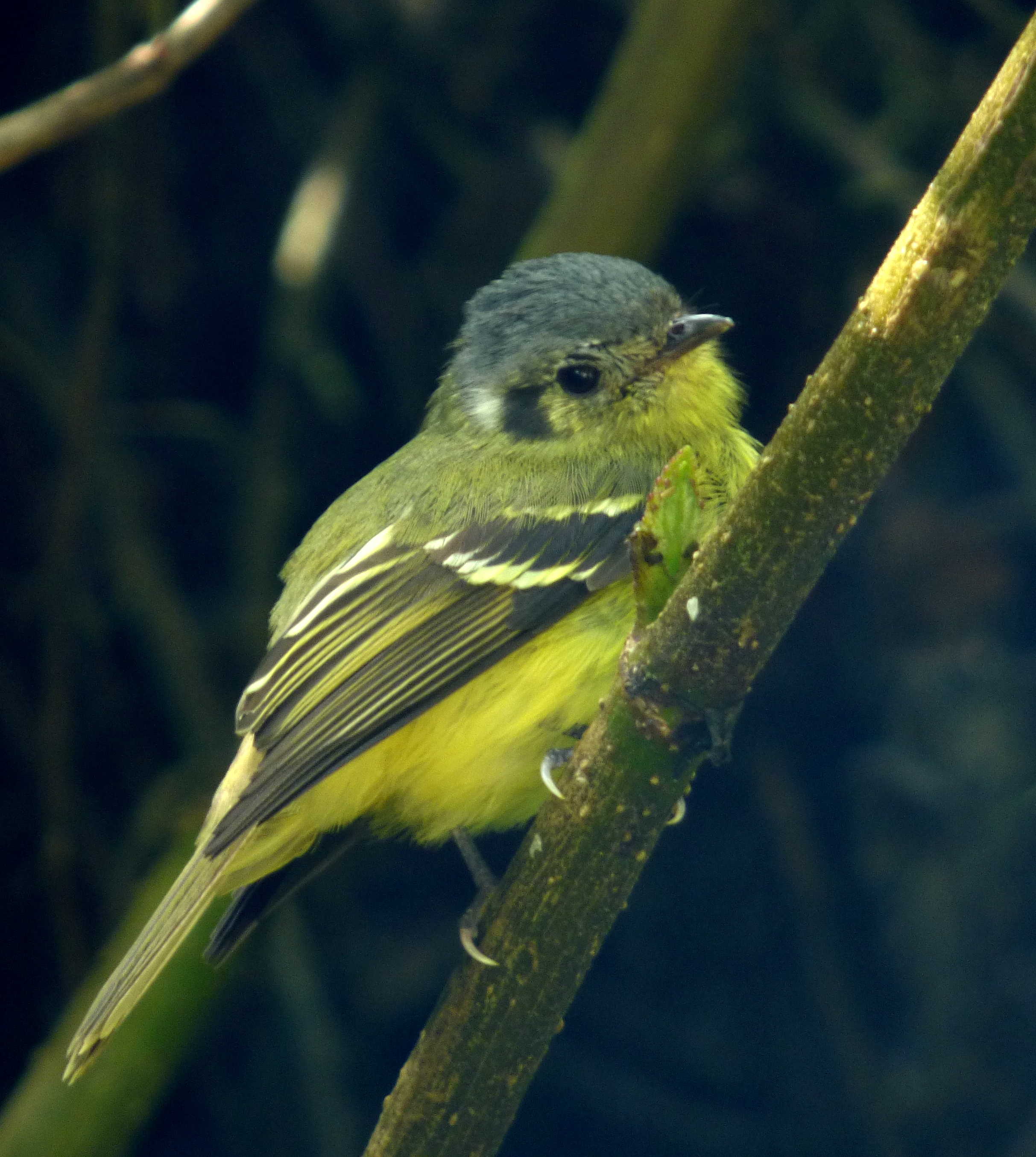
Жовтодзьобий ореджеріто

Ореджері́то жовтодзьобий (Pogonotriccus poecilotis) — вид горобцеподібних птахів родини тиранових (Tyrannidae). Мешкає в Андах.

## Поширення і екологія
Жовтодзьобі ореджеріто мешкають на північному заході Венесуелі (Сьєрра-де-Періха, Кордильєра-де-Мерида), в Колумбійських Андах, в Східному хребті Анд та території Еквадору і Перу і Болівії. Вони живуть у вологих гірських тропічних лісах Анд. Зустрічаються на висоті від 1500 до 2400 м над рівнем моря.